# Миклашевский, Михаил Ильич
Михаи́л Ильи́ч Миклаше́вский (18 (30 ноября) 1853, село Беленькое, Екатеринославская губерния — 28 марта 1916) — русский общественный и государственный деятель, член Государственного совета по выборам.

## Биография
Происходил из старинного дворянского рода Черниговской губернии. Сын Ильи Михайловича Миклашевского (1821—1886) от его брака (с 19 сентября 1851 года) с княжной Анной Владимировной Гагариной (1832—1887). Крупный землевладелец Екатеринославской губернии (11000 десятин).
По окончании Александровского лицея в 1874 году поступил на службу в канцелярию комитета министров.
Камер-юнкер (1885), камергер (1899), действительный статский советник (1902), гофмейстер (1907).
В 1875 году перешел в канцелярию Одесского градоначальника, затем состоял чиновником особых поручений при Одесском градоначальнике и членом комиссии по приведению в порядок архива упраздненного Новороссийского и Бессарабского генерал-губернаторства. За труды на пользу больных и раненых воинов и за командировки с санитарными поездами во время Русско-турецкой войны 1877—1878 годов был награждён памятной медалью, а также знаком Красного Креста. В 1887 году перешел на службу в Киев, по приглашению генерал-губернатора Дрентельна, и состоял при нем чиновником особых поручений VI класса, пользуясь его особым доверием.
Занимался общественной деятельностью в родной губернии. Избирался почетным мировым судьей по Екатеринославскому уезду (1886—1916), екатеринославским уездным (1896—1899) и дважды екатеринославским губернским (1902—1908) предводителем дворянства. Состоял почетным попечителем Екатеринославской классической гимназии, за постоянные заботы о которой был награждён орденом Святого Владимира 4-й степени. Будучи губернским предводителем дворянства особое внимание уделял развитию и улучшению народного образования.
В 1906 году был избран в члены Государственного совета от Екатеринославского земства, а в 1907 — от дворянства. В дальнейшем несколько раз переизбирался в Государственный совет дворянством, состоял в группе правых.
Умер в 1916 году. Был похоронен в Петрограде на кладбище Иоанновского женского монастыря на Карповке.

## Семья
- Жена — Ольга Николаевна Тройницкая (21.01.1852, Одесса — 30.04.1920, Одесса), племянница А. Г. Тройницкого, дочь его младшего брата Николая, выпускница Смольного института[3]. 
  - Сын — Илья (15.12.1877—14.10.1961[3]), офицер Кавалергардского полка, герой Первой мировой войны, участник Белого движения.
  - Дочь —  Татьяна (13.05.1879—11.11.1967[3]), в первом замужестве Бодиско, во втором браке замужем за князем Анатолием Анатолиевичем Гагариным (1876—1954). В эмиграции в Ницце.
  - Сын — Константин (20.05.1885—16.12.1943), известный театральный актер и режиссёр.
  - Сын —  Вадим (4.06.1890—1.05.1954[3] (1963?)), воспитанник Александровского лицея. Чиновник канцелярии Министерства Императорского двора, титулярный советник.

## Награды
- Орден Святой Анны 2-й степени (1886)
- Орден Святого Владимира 4-й степени (1890)
- Орден Святого Владимира 3-й степени (1898)
- Орден Святого Станислава 1-й степени (1904)
- Орден Святой Анны 1-й степени (1911)
- темно-бронзовая медаль «В память Русско-Турецкой войны 1877—1878 гг.»;
- Медаль «В память царствования императора Александра III»;
- Медаль «В память коронации Императора Николая II»;
- Медаль «За труды по первой всеобщей переписи населения» (1897);
- Медаль «В память 300-летия царствования дома Романовых» (1913).

Иностранные:
- черногорский орден Князя Даниила I 4-й степени